# Piotrków Trybunalski
Piotrków Trybunalski (németül: Petrikau magyar neve: Petrikó) járási jogú város Lengyelország középső részén a Piotrkówi-síkságtól nyugatra, a Piotrkówi járás székhelye. A város a második legnagyobb a Łódźi vajdaságban és 47. Lengyelországban. A város neve a Lengyel Királyság idején Петроковъ (Petrokov), jiddis nyelven Pietrkov (fonetikusan). 2009 júniusában a népesség 78 073 fő volt.

## Története
- 8. század – az első szláv települések
- 1217 – a város első írásos említése (Fehér Leszek fejedelem oklevele a sulejówi ciszterciek apátsága számára)
- 1262 – Piotrkówot a Sieradzi fejedelemséghez csatolják
- 13–14. század – városjogok
- 1313 – I. Ulászló lengyel király városnak nevezi Piotrkówot egy oklevélben
- 1346–1347 – az úgynevezett piotrkówi törvénykönyv kiadása
- 1404 – a városjogokat II. Ulászló megújítja
- 1442–1628 – a városban ülésezik a gnieznói provincia zsinata
- 1467 – a toruni béke (1466) ratifikálása
- 1469. december 1. – Heinrich Reuß von Plauen, a Német Lovagrend nagymestere a szejmben hűbéri esküt tesz IV. Kázmér lengyel királynak
- 1470. október 20. – Heinrich Reffle von Richtenberg, a német lovagrend nagymestere a szejmben hűbéri esküt tesz IV. Kázmér lengyel királynak
- 1493 – az első szejm Piotrkówban – ezt a dátumot tekintik a lengyel parlamentarizmus kezdetének.
- 15–16. század – szejmeket tartanak a városban
- 1578 – a Nagy-lengyelországi Királyi Tribunál (legfelső fellebbviteli bíróság) alapítása.
- 1655–1657 – a várost elfoglalja a svéd hadsereg
- 1702 – másodszor is megszállja a várost a svéd katonaság
- 1793 – Lengyelország második felosztása, Piotrkówot Poroszországhoz csatolják.
- 1807 – Piotrkówot a Varsói Hercegséghez csatolják.
- 1815 – a várost a Lengyel Királysághoz csatolják
- 1846 szeptember 2. – az első vonat indul a városból (a Varsó–Bécs vonalon)
- 1867. január 13. – a Piotrkówi kormányzóság alapítása, melybe többek között Łódź, Częstochowa és a Dombrowai-medence is tartozik
- 1873 – Tydzień (Hét) hetilap kiadása kezdődik
- 1905 február 1. – iskolai sztrájk kezdete
- 1914 – az első világháború első hónapjai alatt a várost többször megszállja a német, majd az orosz katonaság, végül decemberben az osztrák–magyar hadsereg
- 1918 november 2–5. – az osztrák megszállók lefegyverzése
- 1919 július 2. Piotrków a Łódzi vajdaság része lesz
- 1939
  - szeptember 2–4. – a város szünet nélküli bombázása. Mintegy 200 lakóház és középület romba dőlt.
  - szeptember 5. – ütközet a városnál és a várost elfoglalja a Wehrmacht, a német megszállás kezdete.
  - szeptember 30, október 5. vagy október 8-án – megnyílt a piotrkówi gettó, a megszállt Európában az első
  - október 26. – Piotrkówot a Lengyel Főkormányzósághez csatolják
- 1942 október 14. – felszámolják a piotrkówi gettót (mintegy 20 ezer zsidót szállítanak a treblinkai táborba, 3500 maradt az úgynevezett kis gettóban, melyet 1944-ben likvidáltak.
- 1945. január 18. – a Vörös Hadsereg és a Lengyel Néphadsereg bevonul Piotrkówba.
- Piotrków az 1953-ig fennálló Uszczyni városi körzet székhelye
- 1975 június 1. megalakul a Piotrkówi vajdaság
- 1981 a kielcei Jan Kochanowski humán–természettudományi egyetem pedagógiai főiskolájának megnyitása
- 1999 január 1. – megszűnik a Piotrkówi vajdaság, a város ismét a Łódzi vajdasághoz tartozik.
- 2004 – a Łódzi Orvosi Egyetem helyi didaktikai központjának megnyitása

## Fordítás
- Ez a szócikk részben vagy egészben a Piotrków Trybunalski című lengyel Wikipédia-szócikk ezen változatának fordításán alapul.  Az eredeti cikk szerkesztőit annak laptörténete sorolja fel. Ez a jelzés csupán a megfogalmazás eredetét és a szerzői jogokat jelzi, nem szolgál a cikkben szereplő információk forrásmegjelöléseként.